# Ariadne (cráter)
Ariadne es un cráter de impacto en el planeta Venus de 23,6 km de diámetro. Lleva el nombre de un nombre propio griego, y su nombre fue aprobado por la Unión Astronómica Internacional en 1985.
Su pico central se utiliza para definir el primer meridiano de Venus, el equivalente al meridiano de Greenwich de la Tierra, un estado que antes tenía Eve Crater hasta que fue recalculado.